# Principauté épiscopale de Hildesheim
Ne doit pas être confondu avec Diocèse de Hildesheim.
1235–1803
Entités précédentes :
- Duché de Saxe

Entités suivantes :
- Royaume de Prusse

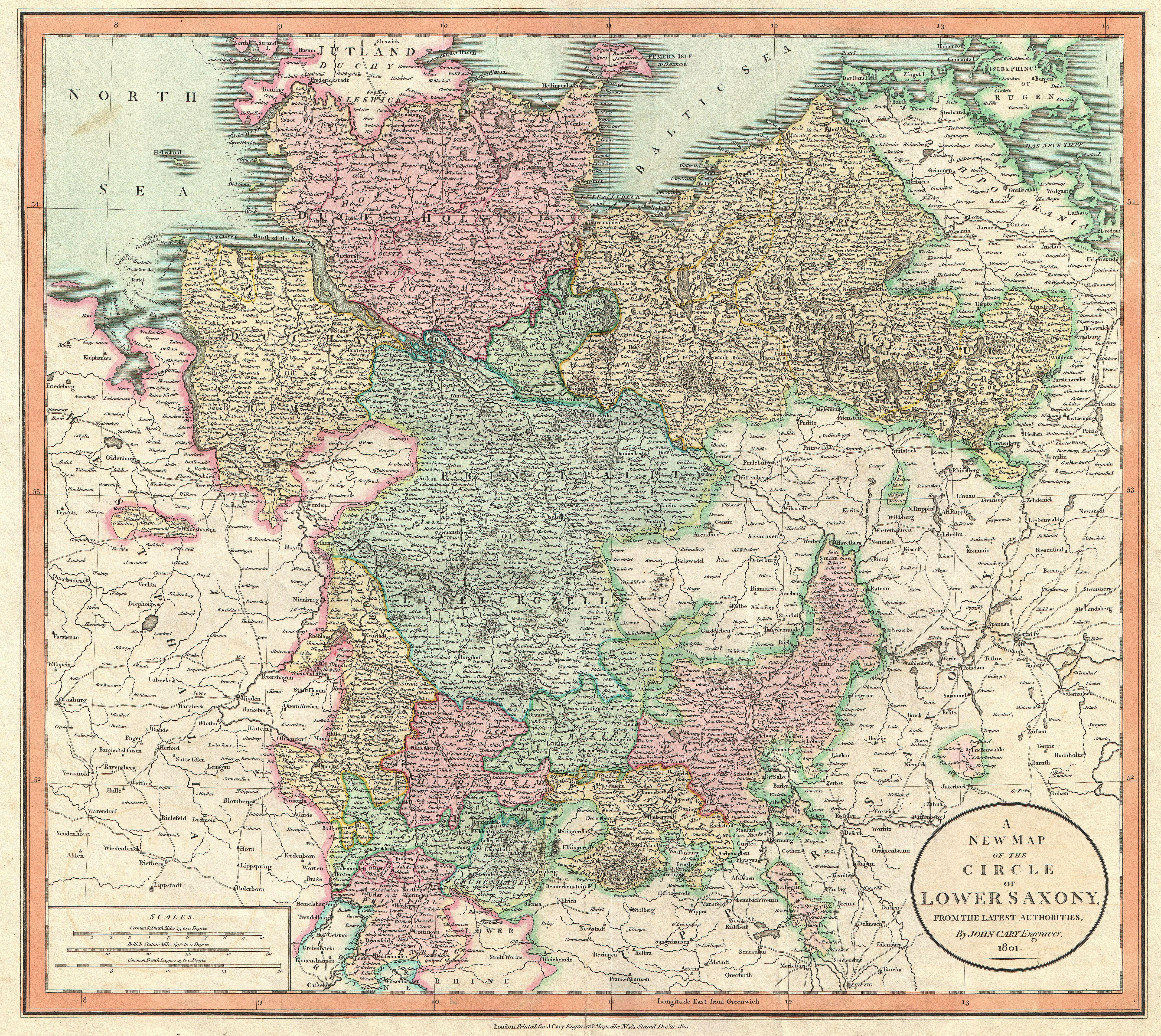
La principauté épiscopale de Hildesheim (en rose) dans le cercle de Basse-Saxe.

La principauté épiscopale de Hildesheim (Fürstbistum Hildesheim) ou l'évêché de Hildesheim (en allemand : Hochstift Hildesheim) est un État du Saint-Empire romain germanique. Les évêques de Hildesheim, qui relevaient du duché de Saxe, obtinrent l'immédiateté impériale comme seigneurs temporels de la principauté épiscopale (Hochstift) à la diète de Mayence le 15 août 1235. Le siège de la principauté et du diocèse était à Hildesheim.
Les frontières de la principauté et du diocèse de Hildesheim, fondé en Saxe par l'empereur Louis le Pieux vers l'an 815, ne coïncidaient pas. Dans le périmètre du diocèse, suffragant de la province ecclésiastique de Mayence, l'autorité spirituelle de l’évêque s’étendait sur une plus grande partie de la région d'Ostphalie jusqu'au fleuve Oker qui limite la principauté épiscopale de Halberstadt à l'est.

## Territoire
Le territoire de la principauté comprenait le Petit-évêché (Kleines Stift) et le Grand-évêché (Großes Stift) :
- Le Petit-évêché était la partie restée sous l'autorité de l'évêque à la suite d'une querelle violente (Hildesheimer Stiftsfehde) avec les principautés de Brunswick-Wolfenbüttel et de Calenberg se terminant avec le recès de Quedlinbourg du 13 mai 1523. Il comprenait la ville de Hildesheim et sa prévôté ainsi que les trois bailliages de Peine, Steuerwald[1] et Marienburg[2].
- Le grand-évêché était la partie perdue en 1523 mais recouvrée après des décennies de batailles juridiques en 1643. Elle comprenait les bailliages de Ruthe, Poppenburg[3], Gronau, Winzenburg, Bilderlahe, Wohldenberg, Liebenburg, Schladen, Vienenburg, Hundesrück, Steinbrück et Wiedelah. Elle était entourée de zones du duché de Brunswick-Lunebourg au nord, au sud et à l'ouest.

## Historique

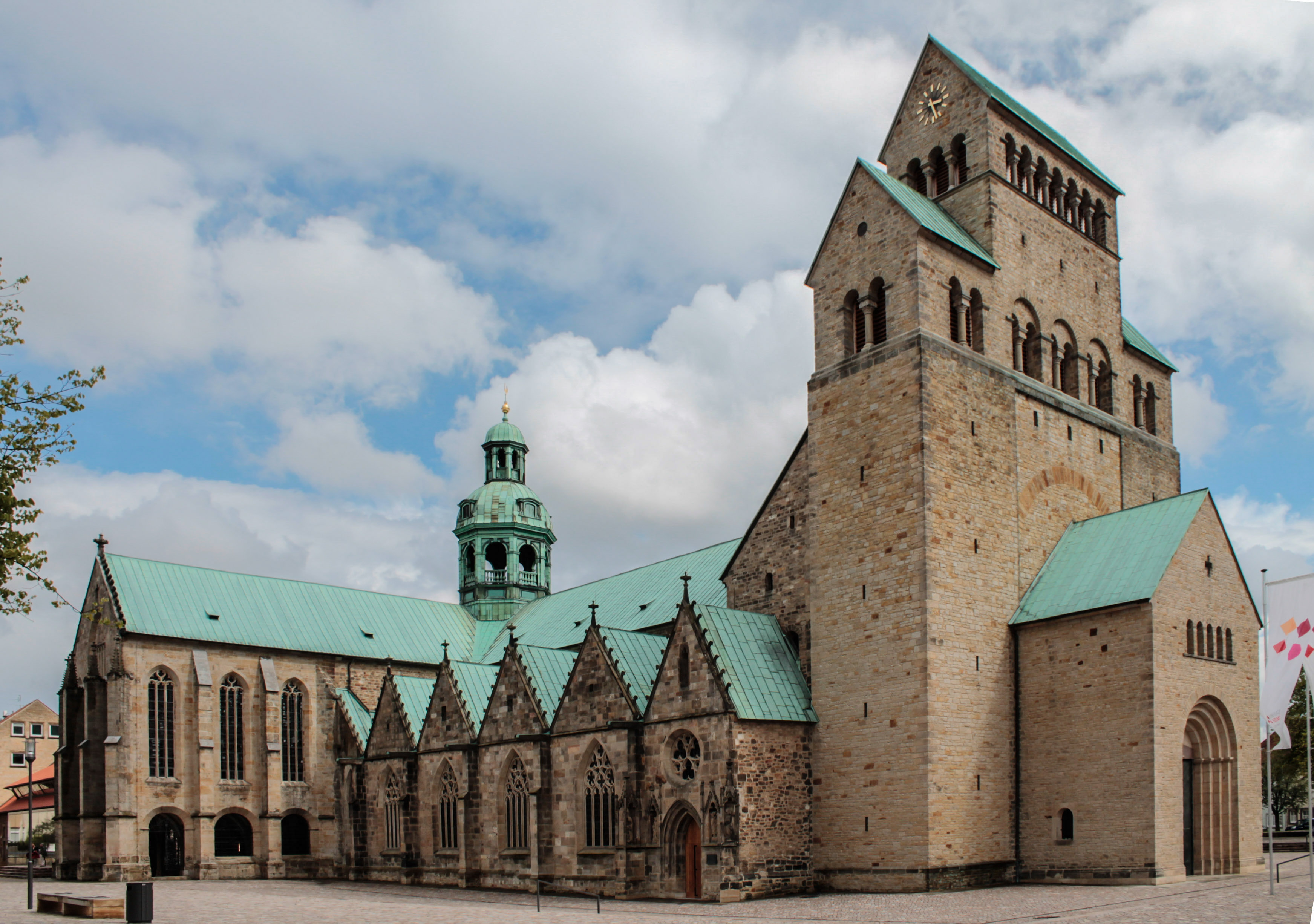
La cathédrale de Hildesheim.

Pendant la guerre des Saxons au début du IXe siècle, l'empereur Charlemagne avait créé un diocèse à Elze, dédié aux Apôtres Pierre et Paul. L'évêché fut refondé à Hildesheim, situé à une vingtaine de kilomètres plus à l'est, et consacrée à la Sainte Vierge Marie par son fils Louis le Pieux en 815. Une première cathédrale a été construite sous l'évêque Altfrid vers l'an 870. Avec le duché de Saxe, les évêques se sont orientés vers la Francie orientale à partir du IXe siècle et vers le royaume de Germanie sous la dynastie des Ottoniens : Les carrières de l'évêque Bernward de Hildesheim et de son successeut Gothard s'exercent à l'époque des rois saxons, qui ont leurs racines familiales dans la région. À cette époque, Hildesheim est l'un des centres de pouvoir du Saint-Empire.
En 1235, les évêques de Hildesheim ont obtenu l'indépendance politique, confirmée par l'empereur Frédéric II. Ils faisaient partie du collège des princes ecclésiastiques à la Diète d'Empire. Lors de la diète à Augsbourg en 1500, la principauté épiscopale rejoint le cercle impérial de Basse-Saxe. 
Dès le début, la principauté était en conflit avec les ducs de Brunswick-Lunebourg. En 1367 déjà, Magnus Ier de Brunswick-Wolfenbüttel envahit les territoires ; de 1519 à 1523, l'évêque de Hildesheim était en guerre avec les princes Henri II de Brunswick-Wolfenbüttel et Éric Ier de Calenberg qui ont bénéficié d'un soutien des aristocrats de l'évêché. Après de nombreuses pertes territoriales par le recès de Quedlinbourg, l'autorité épiscopale a été affaibli encore à la suite de la Réforme protestante. Sous le règne de l'évêque Ernest de Bavière, à partir de 1573, a commencé le retour des terres épiscopales au catholicisme. Néanmoins, lors de la récupération des territoires perdus en 1643, 90% de la population est de confession luthérienne. 
Le Recès d'Empire de 1803 mit un terme au pouvoir temporel des évêques de Hildesheim et fit du territoire du royaume de Prusse, mais seulement jusqu'à l'an 1807 quand il est intégré au département de l'Ocker dans le royaume de Westphalie. Après le Congrès de Vienne en 1815, il échut au royaume de Hanovre.